# Альфонсо IX
Альфонсо IX Леонский (15 августа 1171, Самора, Кастилия и Леон — 24 сентября 1230 или 23 сентября 1230, Сарриа, Галисия) — король Леона и Галисии из Бургундской династии, правивший в 1188—1230 годах. Сын Фердинанда II и Урраки Португальской. Вступил на трон после смерти отца и правил до собственной смерти. Согласно Ибн Хальдуну, имел прозвище Baboso (Мокробородый), так как был подвержен приступам гнева, во время которых у него изо рта выходила пена.

## Биография

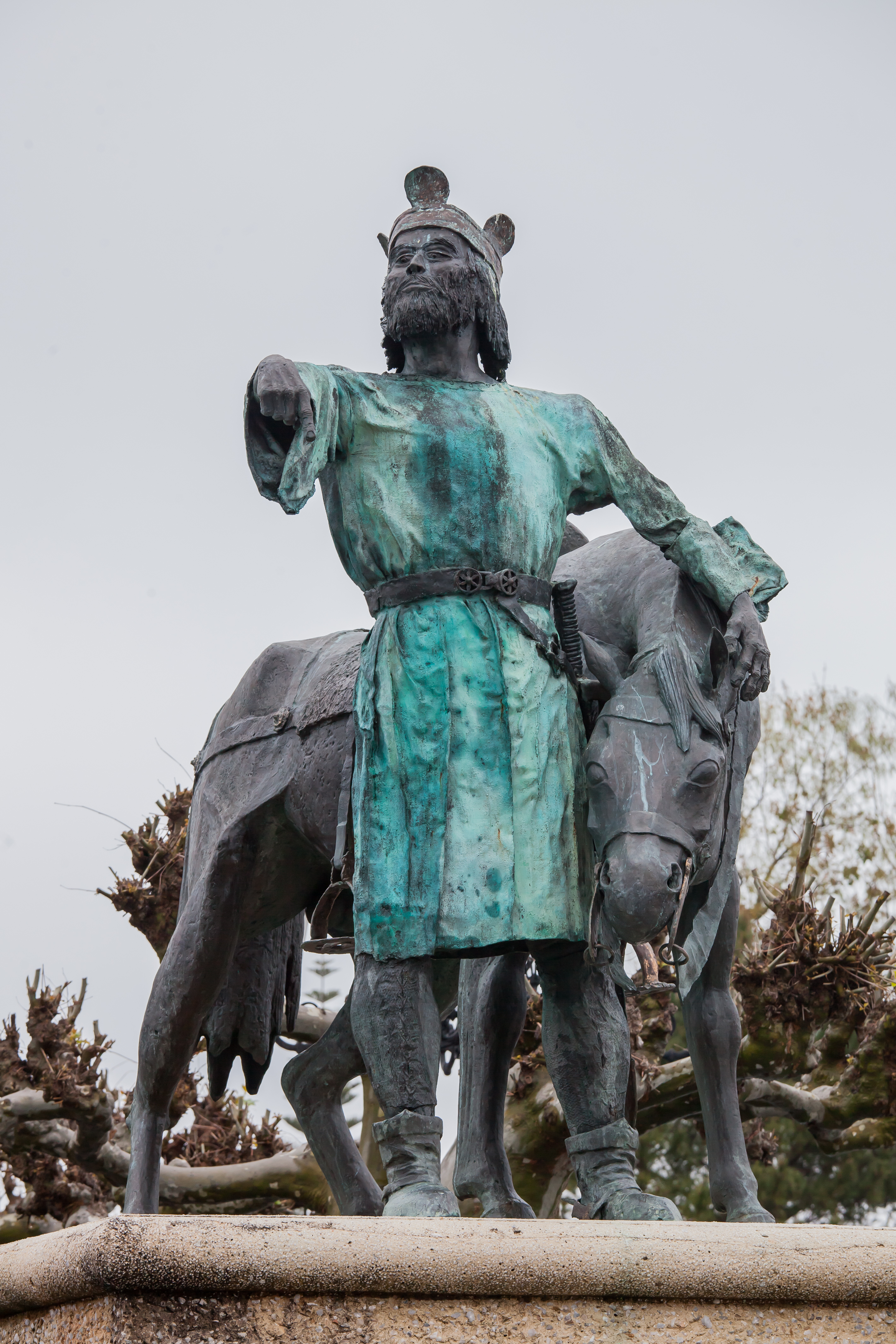
Памятник Альфонсу IX в Байоне

Альфонсо родился в Саморе и был единственным сыном короля Фердинанда II и Урраки Португальской. Став правителем Леона, принял активное участие в Реконкисте, отвоевав у арабов практически всю Эстремадуру.
Одним из наиболее важных событий его правления был созыв в 1188 году Кортесов Леона, которые в программе ЮНЕСКО «Память мира» позиционируются как первый европейский парламент. Пойти короля на этот шаг вынудили сложная экономическая ситуация в начале его царствования и необходимость увеличения налогов: было необходимо поднять налоги на обездоленные классы, которые протестовали. Тогда Альфонсо созвал ассамблею дворян, духовенства и представителей городов, которые потребовали компенсаций и контроля за расходами короны.
После того, как Альфонсо VIII Кастильский был разбит в битве при Аларкосе, Альфонсо IX при помощи мусульман вторгся в Кастилию. В 1197 году он женился на своей кузине Беренгарии Кастильской для укрепления мира между Леоном и Кастилией. Так как супруги находились в близком родстве, на короля и королевство папой Целестином III был наложен интердикт. В дальнейшем папа изменил своё решение, оставив только одного Альфонсо отлучённым от Церкви, что, впрочем, не сильно беспокоило короля, имевшего поддержку собственного духовенства.
В 1218 году Альфонсо основал университет в Саламанке, старейший в Испании. В конце жизни король отправился в Сантьяго-де-Компостела посетить мощи Святого Иакова, которого очень почитал. По дороге почувствовал себя плохо и остановился в Вильянуэва-де-Сарриа, где и умер 23 или 24 сентября 1230 года. Согласно завещанию, был похоронен в соборе Сантьяго рядом с отцом.

## Дети

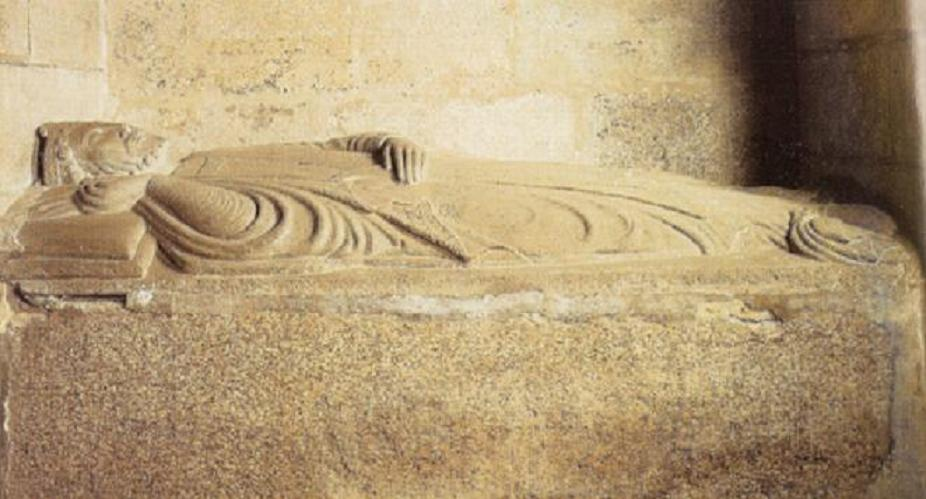
Гробница Альфонса IX

- От первого брака с Терезой Португальской:
  - Фернандо[исп.] (около 1192 — август 1214), не был женат и не оставил потомства
  - Блаженная Санча (около 1193—1270). Будучи наследницей Альфонсо, могла претендовать на трон, однако в результате переговоров между её матерью и второй женой отца королевой не стала, взамен получила хорошее наследство и удалилась в монастырь. После смерти канонизирована.
  - Дульса, называемая также Альдонса (около 1194—1195 года — после 1243 года), незамужняя, прожила всю жизнь с матерью. Детей не имела.

- От второго брака с Беренгарией Кастильской[3]:
  - Леонора[исп.] (1198/1199 — 1202)
  - Фернандо (1199—1252) — король Кастилии. Был дважды женат: первым браком на Беатрисе Швабской, дочери Филиппа, герцога Швабского, и Ирины Ангелины, от которой имел десять детей; вторым браком на Жанне де Даммартен, дочери графа Омаля Симона де Даммартена и Марии Понтье, от которой имел пятерых детей.
  - Констанца[исп.] (1200—1242) — монахиня в монастыре Лас Уэлгас[исп.] близ Бургоса.
  - Альфонсо (1202—1272) — был трижды женат: первым браком на Мафалде Гонсалес де Лара[исп.], дочери и наследнице Гонсало Перес де Лара, сеньора Молина и Меса и Санчи Гомес де ла Каса де Траба, от которой имел сына и дочь; вторым браком на Терезе Гонсалес де Лара[исп.], дочери Гонсало Нуньес де Лара и Марии Диас де Аро и Азарга, от которой имел одну дочь; третьим браком на Майор Альфонсо де Менесис[исп.], дочери Альфонсо Теллеса де Менесиса и Марии Ямез де Лимиа, от которой имел сына и дочь. Помимо детей от трёх браков, Альфонсо имел шестерых внебрачных детей.
  - Беренгария (1204—1237) — была замужем за королём Иерусалима Иоанном де Бриенном и была матерью четверых детей.

Помимо детей от законных браков, Альфонсо имел множество внебрачных детей, из которых только о пятнадцати известно достоверно. Одна из внебрачных дочерей, Альдонса, была выдана замуж за рыцаря Педро Понсе де Кабрера. В знак происхождения от королей Леона их потомки приняли фамилию Понсе де Леон.